# Liste des députés de la VIIe législature de la Troisième République française

Cette liste recense les personnes qui ont assuré un mandat de député au cours de la VIIe législature de la IIIe République.
- Haut – A
- B
- C
- D
- E
- F
- G
- H
- I
- J
- K
- L
- M
- N
- O
- P
- Q
- R
- S
- T
- U
- V
- W
- X
- Y
- Z

## A
- Émile Abel-Bernard
- Achille Adam
- Hector d'Agoult
- Émile Aimond
- Gustave Alasseur
- Gaétan Albert-Poulain
- Jean-Jacques Alicot
- Maurice Allard
- Jean Allemane
- Francisque Allombert
- Thierry d'Alsace de Hénin-Liétard
- Laurent Amodru
- Édouard Andrieu
- Anthime, Pierre, Louis Ménard dit Anthime-Ménard
- Gaston, Eugène Arbouin
- Auguste, Louis, Albéric d'Arenberg
- Emmanuel Arène
- Jean-Baptiste, Justin, Joseph Argeliès
- Louis Armez
- Marie,Gustave, Louis, Eugène Arnous
- Placide, Alexandre Astier
- Ange-Gaétan Astima
- Siméon Aucouturier
- Jean-Honoré Audiffred
- Justin, Auguste Augé
- Marie-François, Guénin Harouart de Suarès d'Aulan
- Victor Authier
- Jean, Marie, Charles Aymé de la Chevrelière
- Édouard Aynard

## B
- Antoine, Pierre, Alfred, François Babaud-Lacroze
- François Bachimont
- Marc-François Balandreau
- Charles Balsan
- Alfred Bansard des Bois
- Jules Baron
- Théodore, Charles Barrois
- Louis Barthou
- Edmond Bartissol
- Émile, Joseph Basly
- Pierre Baudin
- Théodore Baudon
- Léon, Armand, Charles de Baudry d'Asson
- Jules, Ferdinand Baulard
- Camille, Justin, Anatole Bazille
- Alfred Bazillon
- Charles Beauquier
- Paul Beauregard
- Jean-Baptiste Bénézech
- Albert, Victor, Marie de Benoist
- Alexandre Bérard
- Martial Berdoly
- Georges Berger
- Paul Victor Bernard
- Charles, Jean Bernard dit Charles-Bernard
- Georges Berry
- Paul Bersez
- Maurice Berteaux
- André Berthelot
- Léon Berthet
- Armand Berton
- Paul Charles Bertrand
- Jean-Baptiste Bienvenu-Martin
- Maurice Binder
- Raphaël Bischoffsheim
- Louis Bizarelli
- Eugène Bizot
- Louis, Antoine Blanc
- Henri Blanc
- Edmond Blanc
- Raoul, Henri, Bertrand Bompard
- Étienne, Alexandre Bonard
- Charles, François, Xavier Bontemps
- Antoine Bony-Cisternes
- Émile, Louis, Alexandre Bordier
- Léon, Étienne Borie
- Charles, Marie, Joseph Borne
- Charles, François, Antoine Bos
- Henry, Hippolyte, Paul Boucher
- Georges, Jacques, Pierre Bouctot
- Louis, Charles, François Boudenoot
- Laurent Bougère
- Ferdinand Bougère
- Léon Bourgeois
- Paul-Antoine Bourgeois
- Jean-Baptiste Bourgeois du Jura
- Jean Bourrat
- Charles, Ernest, Gérard Aubourg de Boury
- Jean-Baptiste Boutard
- Jean Bouveri
- Amédée-Pierre,Marie, Auguste, Ennemond Bovier-Lapierre
- Antide Boyer
- Charles Boysset
- Gaston Bozérian
- Jules-Louis Breton
- Ernest Breton
- Jules Brice
- René Brice
- Louis Brindeau
- Henri Brisson
- Louis de Broglie
- Fernand Brun
- François Brune
- Louis Brunet
- Étienne Bussière

## C
- Bernard Cadenat
- Joseph Caillaux
- Gustave, François, Louis Calvinhac
- Félix Canet
- Maurice, Georges, Ernest Riquet de Caraman
- Armand Cardon
- Maximilien, Antoine, Albert Carnaud
- Francis Carquet
- Jean Carrier
- Paul, Adolphe, Marie, Prosper Granier de Cassagnac
- Jean, René Cassou
- André Castelin
- Boniface Boni de Castellane
- Henri Castillard
- Ernest Cauvin
- Godefroy, Jacques, Marie, Eugène Cavaignac
- Noël Cazals
- René, André Cazauvieilh
- Edmond, Marie, Justin Caze
- Émile, Paul, Auguste Cère
- Justin Chabert
- Charles, Baptiste, Alexandre Chabert
- Adrien, Pierre, François, Denis Chabrié
- Léon, François, Claude Chambige
- Claude, Jean, Marie Chambon
- Pierre Pineton de Chambrun
- Noêl, Victor, François) Chamerlat
- Jean, Rollin Chandioux
- Antonin, Pierre, Joseph Chanoz
- Gustave Chapuis
- Jean-Baptiste, Jules Charonnat
- Edouard, Jules Charruyer
- Henri-Blaise Chassaing
- Guillaume Chastenet de Castaing
- Lucien Chaulin-Servinière
- Jacques Chaussier
- Émile, François Chautemps
- Emmanuel, Jean, Jules Chauvière
- Émile Chauvin
- Emmanuel, Victor Chavet
- Octave, Pierre, Léonce Chenavaz
- Émile, Victor Chenel
- Émile, Louis, Augustin Chevallier
- Joseph, Marie, Eugène Chevillon
- Albert Chiché
- Gustave Chopinet
- Jean, Michel Christophle
- Albert, Silas, Médéric, Charles Christophle
- Alfred, Louis Cibiel
- Clément, Pierre, Antoine Clament
- Georges Claudinon
- Jean Clédou
- Etienne Clémentel
- Émile, Auguste, Joseph, Marie Cloarec
- Gustave, Paul Cluseret
- Émile, Charles, Alfred Coache
- Georges, Charles, Paul Cochery
- Henry, Denis, Benoist, Marie Cochin
- Denys, Pierre, Augustin, Marie Cochin
- Jean, Julien, Augustin Codet
- Alfred, Joseph Colle
- Pierre Colliard
- Émile Compayré
- Jean, Louis, dit Emile Constant
- Junyen Corderoy
- Lucien Cornet
- Honoré, François-Joseph Cornudet des Chaumettes
- Émile Cornudet des Chaumettes
- Sélim Cosmao-Dumenez
- Julien Coudreuse
- Jules Coutant dit Coutant-d'Ivry
- Charles, Maurice dit Maurice Couyba
- Jean Cruppi

## D
- Jules Dansette
- Louis Darblay
- Léopold Dasque
- Paulin Daudé-Gleize
- Philippe Dauzon
- Henri David
- Fernand David
- Alban David
- François Debève
- Ernest Alfred Debussy
- Paul Decker-David
- Albert Decrais
- Félix Defontaine
- Victor Dejeante
- Thierry Delanoue dit Thiérry-Delanoue
- Gabriel Delarue
- Marcel Delaune
- Ernest Delbet
- Théophile Delcassé
- Gustave Delestrac
- André Delieux
- Arthur Delmas
- Paul Delombre
- Jules Delon-Soubeiran
- Jules Delpech-Cantaloup
- Maurice, Marc, Auguste Demarçay
- Maurice Denécheau
- Théodore Denis
- Gabriel Denis
- Paul Deribéré-Desgardes
- Paul Déroulède
- Henri Derrien
- Eugène Derveloy
- Paul Deschanel
- Antonin Desfarges
- Prosper Deshayes
- Jules Desjardins
- Marius Devèze
- Louis Devins
- Guy Disleau
- Charles Dorian
- Gaston Doumergue
- Jacques Drake del Castillo
- Gustave Dron
- Edouard Drumont
- Fernand Dubief
- Louis, Camille, Alexandre, Marie Dubochet
- Louis, Victor Dubois
- Émile, Jules Dubois
- Louis Dubuisson
- Jacques Dufour
- Eugène, Florentin Dufour
- Henri, Charles, Etienne Dujardin-Beaumetz
- Constant Dulau
- Julien, Pierre, Paul Dumas
- Charles Dumont
- Eugène, Henri Dunaime
- Charles, Alexandre Dupuy
- Raymond Dupuytrem
- Osman, Philippe Duquesnay
- Paul Dussaussoy
- Gustave Dutailly
- Charles Dutreix
- Jules Duvau

## E
- Évrard Éliez-Évrard
- Christian Marie Alphonse Daliney d'Elva
- César Empereur
- Georges Ermant
- Frédéric Escanyé
- Paul d'Estournelles de Constant
- Eugène Étienne
- Frédéric Euzière

## J
- Joseph Jacob
- Albert Jacquemin
- Armand Jacquey
- Jules Jaluzot
- Armand Jaouen
- Auguste Jonnart
- Charles Jouart
- Louis Jourdan
- Antoine Jourde
- Jean Joxé
- François-Henri Jumel

## O
- Jean Odilon-Barrot
- Amédée Olive
- Maurice Ordinaire
- Benoît Oriol
- Gustave Cunéo d'Ornano
- André Ouvré

## P
- Maurice Pain
- Christophe Pajot
- Henri Palix
- Jules Pams
- Albert Papelier
- Léonce Pascal
- Léon Pasqual
- Louis Passy
- Ulysse Pastre
- Paul Paul-Faure
- César, Auguste, Paulin dit Paulin-Méry
- Charles-Ernest Paulmier
- François Pavie
- Adolphe, Jean, Marie, Cyprien, Maurice Pédebidou
- Étienne Peignot
- Camille Pelletan
- Germain Perier
- Henri du Périer de Larsan
- Jules Périllier
- Henri Péronneau
- Camille Perreau
- Antoine Perrier
- Jean, Isaac Perrin
- Gabriel, Jean, Antoine Peschaud
- Ambroise Philippe
- Jacques, Gustave Piou
- Jean, Ignace, Alexis, Winoc Plichon
- Joseph Pochon
- Raymond Poincaré
- Robert de Pomereu
- Léon, Louis, Annie Pommeray
- Fernand-René du Breil de Pontbriant
- Armand Porteu de la Morandière
- Félix Poullan
- Joseph-Gaston Pourquery de Boisserin
- Paul Pourteyron
- Charles, Jean, Félix Pozzo Di Borgo
- Laurent, Denis Prache
- Léon, Théodore, Hyacinthe Pradet-Balade
- Adrien Joseph Prax-Paris
- Auguste Proust
- Louis Prud'homme-Havette
- Louis Puech

## Q
- Louis Quesnel
- Gustave Quilbeuf
- Justin Quintaà

## R
- Fernand Rabier
- Constant Ragot-Blondeau
- Flaminius Raiberti
- Claude Rajon
- Fernand de Ramel
- Gustave Rauline
- Jules-Antoine, Louis, Barthélémy Razimbaud
- Alfred, Nicolas Regnault
- Xavier Reille-Soult-Dalmatie
- René, Charles Reille-Soult-Dalmatie
- Amédée Reille-Soult-Dalmatie
- Amédée Renault-Morlière
- Armand Rendu
- Victor Renou
- Émile Rey
- Jacques Riberpray
- Alexandre Ribot
- Henri Ricard
- Louis Ricard
- Pierre Richard
- Maxime, Maxime, Lowinski Ridouard
- Adrien, Barthélémy, Louis, Henri Rieunier
- Émile, Alexandre Riotteau
- Yves, Hippolyte, Jean, Marie Riou
- Auguste Rispal
- Jules, Étienne, Louis Rivals
- Gustave Rivet
- Ludovic Robert
- Gustave Roch
- Jules Roche
- Ernest, Jean Roche
- Paul Rogez
- Alain-Charles-Louis de Rohan-Chabot
- Édouard Rolland
- Théodore, François Rose
- Raoul des Rotours
- Gustave Rouanet
- Julien, Gustave, André Rouland
- Charles Rousse
- Maurice Rouvier
- Paul Joseph Roux
- Louis Roy de Loulay
- Albin Rozet
- Joseph Ruau
- Anselme Rubillard

## S
- Edmond, Louis, Jacques, Joseph Saba
- Charles Saint
- Étienne, Marie, Aimé Vaissière de Saint-Martin-Valogne
- Louis Doynel de Saint-Quentin
- Jean-Hugues de Salignac-Fénelon
- Jacques, Michel Salis
- Pierre Sarrazin
- Ferdinand Sarrien
- Georges Saumande
- Charles, Pierre Sauvanet
- Marc Sauzet
- Henry Savary de Beauregard
- Eugène Schneider
- Marcel Sembat
- Antonin Senescail
- Maurice Sibille
- Martial Sicard
- Julien Simyan
- César Sirot
- Hector Sirot-Mallez
- Jérôme de Solages
- Jules Sommeillier
- André Suchetet
- Abel Surchamp
- Robert Surcouf

## T
- Henri Tailliandier
- Maurice Ternaux-Compans
- Ferdinand Théron
- Albert Emmanuel Theulier
- Joseph Thierry
- Gaston Thomson
- Jules, Ernest Thorel
- Alfred Tiphaine
- Jules Tourgnol
- Charles, Amédée Tramu
- Gustave Trannoy
- Georges Trouillot
- Jean Placide Turigny
- Adolphe, Jean, Eugène Turrel

## U
- Henri Ursleur

## V
- Léon Vacher
- Édouard Vaillant
- Ernest Vallé
- Georges Vallée
- Pierre Armand Vaux
- Albert Vazeille
- Gabriel Vidal de Saint-Urbain
- Armand Viellard-Migeon
- Albert Viger
- Paul Vigné d'Octon
- Louis Vigouroux
- Jean Villault-Duchesnois
- Pierre Ville
- Eugène Villejean
- François-Emile Villiers
- Louis Vival
- René Viviani

## W
- Albert Walter
- Émile Weill-Mallez
- Daniel Wilson
- Conrad de Witt

## Z
- Alexandre Zévaès